# Lưu Tuyết Hoa
Lưu Tuyết Hoa (Hán ngữ:劉雪華) là nữ diễn viên Hồng Kông đoạt giải Chuông Vàng, bà sinh ra ở Bắc Kinh.
Lần đầu tiên bà đóng vai chính cho hãng phim Thiệu thị huynh đệ ở Hồng Kông, nhưng đã chuyển đến Đài Loan vào những năm 1980 để tập trung vào sự nghiệp phim truyền hình. Bà nổi tiếng khi xuất hiện số lượng lớn trên phim chuyển thể truyền hình từ tiểu thuyết của nhà văn Quỳnh Dao. Bà vẫn hoạt động đóng phim tại Trung Quốc đại lục và là một trong những nữ diễn viên truyền hình được trả thù lao cao nhất.

## Tiểu sử
Lưu Tuyết Hoa sinh năm 1959 tại Bắc Kinh, Trung Quốc. Gia đình bà chuyển tới Hồng Kông sinh sống từ năm 1964. Bà đóng phim từ năm 1978, lưu dấu ấn qua loạt phim chuyển thể tiểu thuyết Quỳnh Dao như Dòng sông ly biệt, Tình Buồn (Kỷ độ tịch dương hồng), Bên dòng nước, Người vợ câm, Xóm vắng, Hải Âu Phi Xứ... Nghệ sĩ còn từng tham gia Bao Thanh Thiên 1993, Bạch phát ma nữ truyện, Dương Quá và Tiểu Long Nữ, Thiếu nữ Từ Hy, Tiếu ngạo giang hồ 1985.

## Sự nghiệp

### Phim điện ảnh
| Năm  | Tên tiếng Việt                       | Tên tiếng Trung | Vai diễn      | Ghi chú |
| ---- | ------------------------------------ | --------------- | ------------- | ------- |
| 1978 | Young and Lovable                    | 情不自禁        |               |         |
| 1979 | Affairs                              | 冤家            |               |         |
| 1979 | The Almighty Extra                   | 通天臨記        |               |         |
| 1980 | Innocence                            | 情劫            |               |         |
| 1980 | White Hair Devil Lady                | 白髮魔女傳      |               |         |
| 1982 | Hell Has No Boundary                 | 魔界            |               |         |
| 1983 | Hong Kong Playboys                   | 花心大少        |               |         |
| 1983 | The Lady Assassin                    | 清宮啟示錄      |               |         |
| 1983 | Little Dragon Maiden                 | 楊過與小龍女    | Hoàng Dung    |         |
| 1983 | Bastard Swordsman                    | 天蠶變          |               |         |
| 1983 | Holy Flame of the Martial World      | 武林聖火令      |               |         |
| 1983 | Usurpers of Emperor's Power          | 封神劫          |               |         |
| 1984 | The Little Cute Fellow               | 男女方程式      |               |         |
| 1984 | Return of the Bastard Swordsman      | 布衣神相        |               |         |
| 1984 | Opium and the Kung-Fu Master         | 洪拳大師        | Xiao Cui      |         |
| 1984 | The Hidden Power of the Dragon Sabre | 魔殿屠龍        | Chu Chỉ Nhược |         |
| 1985 | My Mind, Your Body                   | 錯體人          |               |         |

### Phim truyền hình
| Năm  | Tên tiếng Việt                       | Tên tiếng Trung        | Vai diễn                                  | Ghi chú |
| ---- | ------------------------------------ | ---------------------- | ----------------------------------------- | ------- |
| 1981 | Diệu thủ thần thâu                   | 妙手神偷               |                                           |         |
| 1983 | The Smiling, Proud Wanderer          | 笑傲江湖               | Ren Yingying                              |         |
| 1984 | Thiếu nữ Từ Hi                       | 少女慈禧               | Từ Hi thái hậu                            |         |
| 1986 | Tình buồn                            | 幾度夕陽紅             | Lý Mộng Trúc                              |         |
| 1986 | Dòng sông ly biệt                    | 煙雨濛濛               | Lục Y Bình                                |         |
| 1987 | Xóm vắng                             | 庭院深深               | Chương Hàm Yên / Phương Ti Oanh           |         |
| 1988 | Bên dòng nước                        | 在水一方               | Đỗ Tiểu Song                              |         |
| 1989 | Hải âu phi xứ                        | 海鷗飛處彩雲飛         | Dương Ngọc Thượng / Đường Tiểu Mỹ         |         |
| 1990 | Ba Đóa Hoa                           | 六個夢之三朵花         | Chương Niệm Kỳ                            |         |
| 1990 | Tuyết Kha                            | 雪河                   | Tuyết Kha                                 |         |
| 1991 | Bedside Love Story: Love in the Wind | 床邊愛情故事：風裡的愛 | Yu Nina                                   |         |
| 1992 | The Book and the Sword               | 書劍恩仇錄             | Huoqingtong                               |         |
| 1993 | Bao Thanh Thiên                      | 包青天                 | Tần Hương Liên Hoắc Thu Nương Tần Băng Cơ |         |
| 1994 | Heavenly Ghost Catcher 2             | 天師鍾馗II             |                                           |         |
| 1995 | Tân Nguyệt cách cách                 | 新月格格               | Hiếu Trang hoàng thái hậu                 |         |
| 1998 | Thunderstorm Rider                   | 霹靂菩薩               |                                           |         |
| 1999 | Tân Phương Thế Ngọc                  | 新方世玉               | Miao Cuihua                               |         |
| 2000 | Hoài Ngọc công chúa                  | 懷玉公主               | Hiếu Trang thái hoàng thái hậu            |         |
| 2000 | Tiếu ngạo giang hồ                   | 笑傲江湖               | Đông Phương Bất Bại                       |         |
| 2003 | The Pawnshop No. 8                   | 第8號當舖              |                                           |         |
| 2005 | The Palm of Ru Lai                   | 新如来神掌             |                                           |         |
| 2006 | Emerald on the Roof                  | 屋頂上的綠寶石         |                                           |         |
| 2008 | Romantic Red Rouge                   | 胭脂雪                 |                                           |         |
| 2007 | Pearl Love                           | 還君明珠               |                                           |         |
| 2011 | Tần Hương Liên                       | 秦香莲                 | Mẹ Trần Thế Mỹ                            |         |
| 2011 | Cung tỏa tâm ngọc                    | 宮鎖心玉               | Đức phi                                   |         |
| 2011 | Tân Hoàn Châu cách cách              | 新環珠格格             | Sùng Khánh Hoàng thái hậu                 |         |
| 2012 | Hậu cung Chân Hoàn truyện            | 後宮甄嬛傳             | Nhân Thọ Hoàng thái hậu                   |         |
| 2012 | Cung tỏa châu liêm                   | 宮鎖珠簾               | Đức phi                                   |         |
| 2013 | Lục Trinh truyền kỳ                  | 陆贞传奇               | Lâu Thái hậu                              |         |
| 2016 | Cẩm Tú Vị Ương                       | 锦绣未央               | Bà của Phùng Tâm Nhi                      |         |